# North American B-25 Mitchell
North American B-25 Mitchell – średni bombowiec amerykański z okresu II wojny światowej. Zaprojektowany w 1939 roku. Używany jako bombowiec horyzontalny, ale istniały też zmodyfikowane wersje, uzbrojone w rakiety 127 mm i 14 karabinów maszynowych kalibru 12,7 mm, a nawet działo 75 mm, wykorzystywane do nalotów z lotu koszącego, w szczególności przeciw żegludze. Eskadra tych samolotów dokonała pierwszego nalotu na Tokio w 1942 roku, startując z lotniskowca. Pierwszy samolot typowo bombowy startujący z lotniskowca. Dostarczany również dla Związku Radzieckiego, jako zobowiązanie wynikające z  umowy Lend-Lease i używany tam również po wojnie (kod NATO Bank); po raz pierwszy użyty przez ZSRR pod Stalingradem.

## Konstrukcja
B-25 to dwusilnikowy średniopłat, charakteryzował się trzypunktowym podwoziem i podwójnym usterzeniem kierunku. W odróżnieniu od swojego poprzednika (NA-40) zaprojektowano szeroki kadłub, ze stanowiskami pilotów obok siebie.

## Historia

### B-25 i B-25A

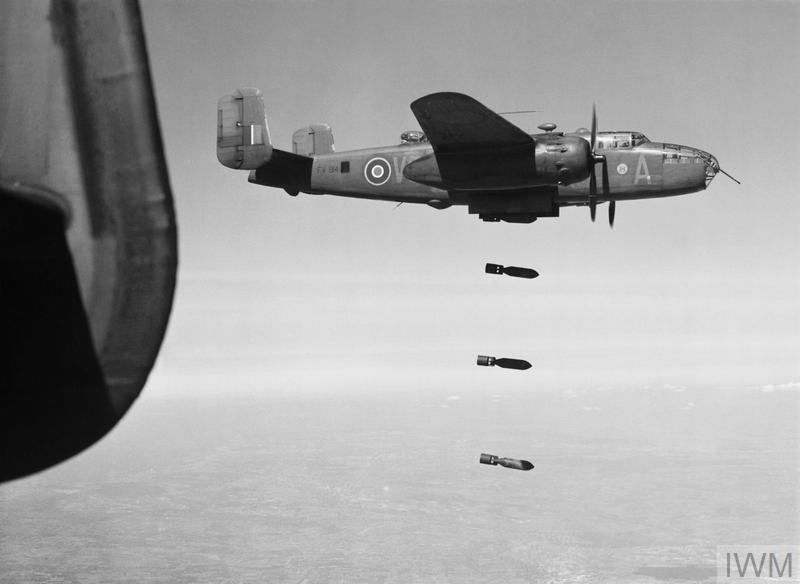
Mitchell Mk III należący do RAF-u podczas bombardowania

Bombowiec B-25 zaprojektowano po ogłoszeniu przez dowództwo Korpusu Powietrznego Wojsk Lądowych Stanów Zjednoczonych (USAAC) w marcu 1939 roku zapotrzebowania na nowy bombowiec. Samolot miał mieć zasięg 3200 km, osiągać prędkość 480 km/h i móc przenosić 1360 kg bomb. Projekt zakładów North American Aviation, oznaczony NA-62, wywodził się z wcześniejszych prototypów oznaczonych NA-21 i NA-40. USAAC zdecydował się zamówić NA-62 w liczbie 184 egzemplarzy jeszcze przed wykonaniem prototypu. Pierwszy B-25 oblatano 19 sierpnia 1940 roku. Uzbrojenie obronne pierwszych B-25 stanowiły trzy karabiny maszynowe kalibru 7,62 mm i karabin maszynowy kal. 12,7 mm obsługiwany przez tylnego strzelca. Samoloty wyposażono w silniki Wright 2600-9 Cyclone, o mocy 1005 kW (1350 KM). Zbudowano 24 egzemplarze B-25, które skierowano do jednostek obrony wybrzeża. Pierwszy oblatany B-25 nazwano później Whiskey Express i wykorzystywano jako służbowy samolot North American Aviation. 25 lutego 1941 oblatano pierwszy samolot lekko zmodyfikowanej wersji B-25A. Maszyny te były lepiej opancerzone i miały samouszczelniające się zbiorniki paliwa. Zbudowano 40 sztuk B-25A, które służyły również w obronie wybrzeża. W tym samym czasie zdecydowano nazwać samoloty na cześć generała Billy'ego Mitchella.

### B-25B

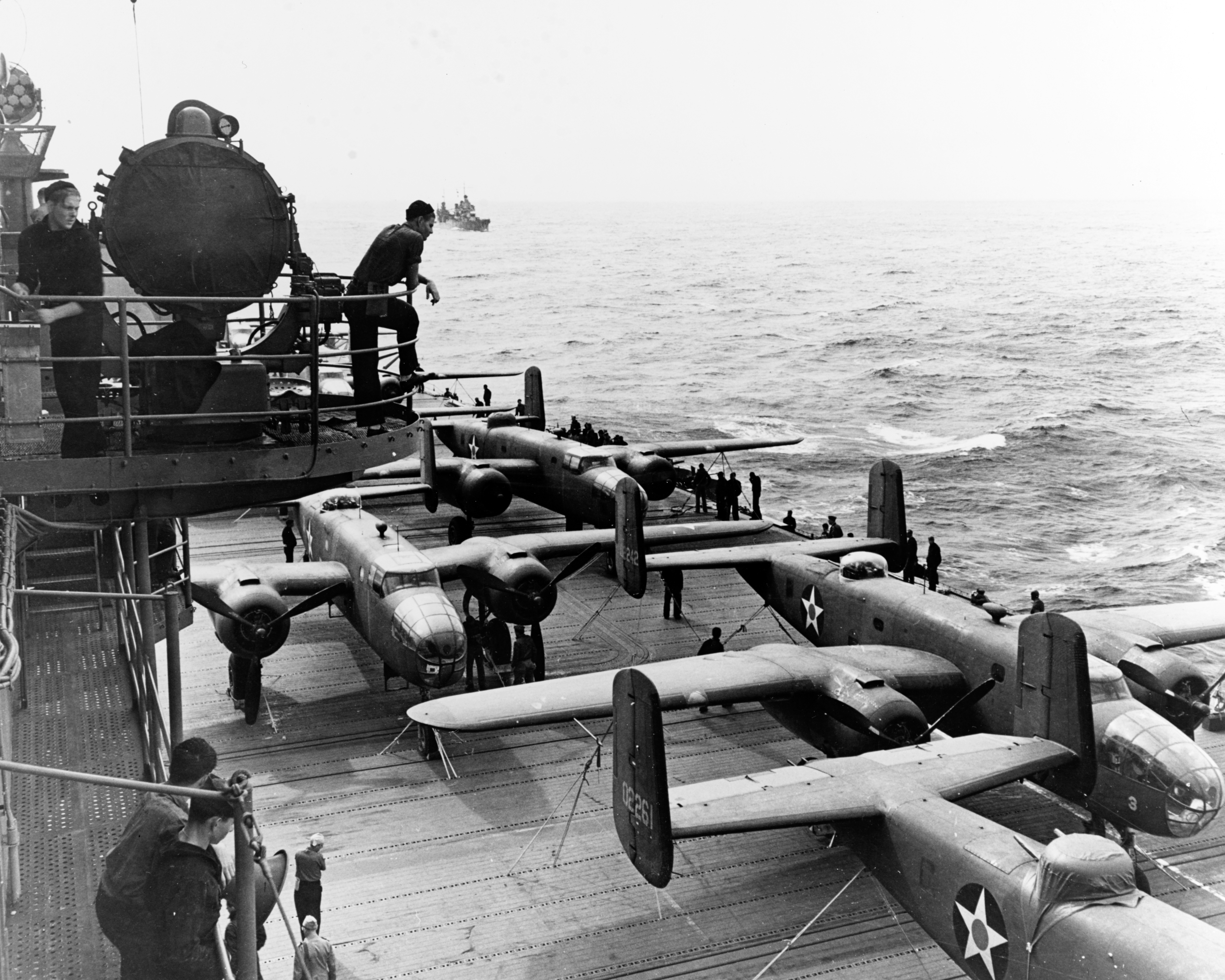
B-25B na pokładzie USS „Hornet” przed nalotem na Tokio

Wersja B-25B była pierwszą, która służyła w jednostkach liniowych USAAF-u. Od poprzedników odróżniała się dwiema wieżyczkami strzeleckimi z dwoma karabinami maszynowymi Browning kalibru 12,7 mm w każdej oraz brakiem stanowiska tylnego strzelca. Zbudowano 120 samolotów tej wersji. 23 sztuki otrzymał brytyjski Royal Air Force, który nadał mu oznaczenie Mitchell Mark I. Kilka B-25B przekazano Związkowi Radzieckiemu, a część sprzedano Holandii, jednak wobec braku samolotów USAAF-u w okolicach Australii, gdzie trafiły zakupione przez Holendrów samoloty, zostały one przejęte przez stacjonujących w tym rejonie Amerykanów, co doprowadziło do wymiany ostrych not dyplomatycznych między rządami Holandii i USA.

### B-25C i B-25D
Począwszy od listopada 1941 roku produkowano kolejną wersję bombowca – B-25C. W samolotach tych montowano silniki Wright R-2600-13 Twin Cyclone o mocy 1270 kW (1700 KM). Dodano także autopilota, zaczepy dla dodatkowych bomb lub zbiorników z paliwem pod skrzydłami i wprowadzono wiele innych zmian. Zbudowano 1620 sztuk B-25C i 2290 identycznych B-25D. Różnica w oznaczeniach wynika z tego, że B-25C budowano w fabryce w Inglewood w Kalifornii, a B-25D w nowej fabryce w Kansas City. RAF otrzymał 367 B-25C oraz 212 B-25D, oznaczonych Mitchell Mark II, a lotnictwo piechoty morskiej USA otrzymało z kolei 50 B-25C i 152 B-25D oznaczonych odpowiednio PBJ-1C i PBJ-1D.
Wiele samolotów tych wersji poddano modyfikacji już w jednostkach liniowych, dodając nieruchome cztery karabiny maszynowe w dziobie samolotu. Pozwalało to efektywniej atakować cele nawodne i naziemne z małych wysokości.

### B-25G i B-25H

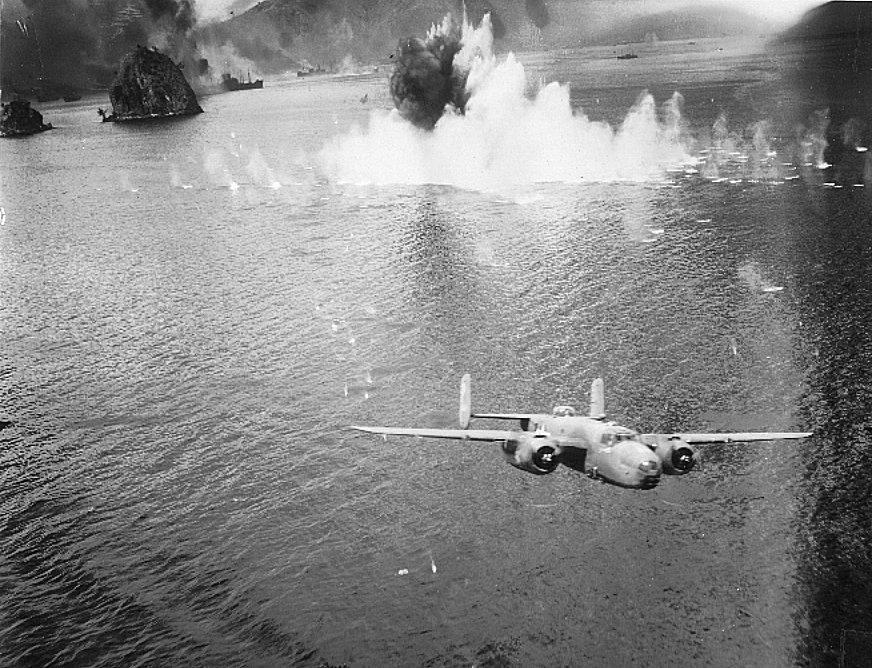
B-25 należący do 13 Dywizjonu, 3 Grupy Bombowej podczas bombardowania Skip bombing w czasie misji na Nowej Gwinei

W zakładach North American Aviation opracowano inny sposób na zwiększenie siły ognia bombowca – w części dziobowej montowano działo M-4 kalibru 75 mm z zapasem 21 nabojów. Prototyp tej wersji – XB-25G oblatano 22 października 1942, a pierwsze seryjne B-25G, wyposażone obok działa dodatkowo w dwa karabiny maszynowe 12,7 mm, dotarły do jednostek w maju 1943. Fabrykę w Inglewood opuściło 400 B-25G, a zakłady w Kansas City przebudowały 63 B-25C na wersję B-25G.
Dalsze prace nad wzmocnieniem przedniego uzbrojenia dały w rezultacie wersję B-25H. Działo M-4 zastąpiono działem T13E1 tego samego kalibru, wprowadzając jednocześnie dodatkowo sześć karabinów 12,7 mm oraz wieżyczkę ogonową z dwoma karabinami maszynowymi 12,7 mm. Samoloty te można było uzbrajać także w niekierowane rakiety HVAR lub torpedy. Zbudowano 1000 egzemplarzy B-25H, z czego 284 przekazano piechocie morskiej, gdzie otrzymały oznaczenie PBJ-1H.

### B-25J
Ostatnią i wyprodukowaną w największej liczbie egzemplarzy była wersja B-25J. Samoloty te pozbawiono mało praktycznego dla lotników działa 75 mm. Część maszyn otrzymała przeszklone przedziały dziobowe z dwoma karabinami 12,7 mm – jednym stale zamocowanym i jednym obsługiwanym przez załogę. Pozostałe samoloty miały osiem nieruchomych karabinów maszynowych strzelających do przodu. Napęd zapewniały dwa silniki Pratt & Whitney R-2600-29 o układzie cylindrów w kształcie podwójnej gwiazdy. Zbudowano 4390 samolotów tej wersji, wszystkie w Kansas City. Standardowe uzbrojenie B-25J stanowiły: jeden ruchomy karabin maszynowy firmy Colt-Browning kal. 7,62 mm (lub 7,91 mm) obsługiwany przez przedniego strzelca/bombardiera, dwa karabiny maszynowe firmy Colt-Browning kal. 12 mm umieszczone w górnej wieżyczce strzeleckiej obsługiwane przez górnego strzelca, po jednym ruchomym karabinie maszynowym kal. 7,62 mm (lub 7,91 mm) umieszczonym na prawym i lewym stanowisku strzeleckim obsługiwanym przez prawego/lewego strzelca, dwa km-y kal. 12,7 mm umieszczone na tylnym stanowisku strzeleckim obsługiwane przez tylnego strzelca. Maksymalny udźwig bomb w samolocie wynosił do 1800 kg.

## Użycie bojowe

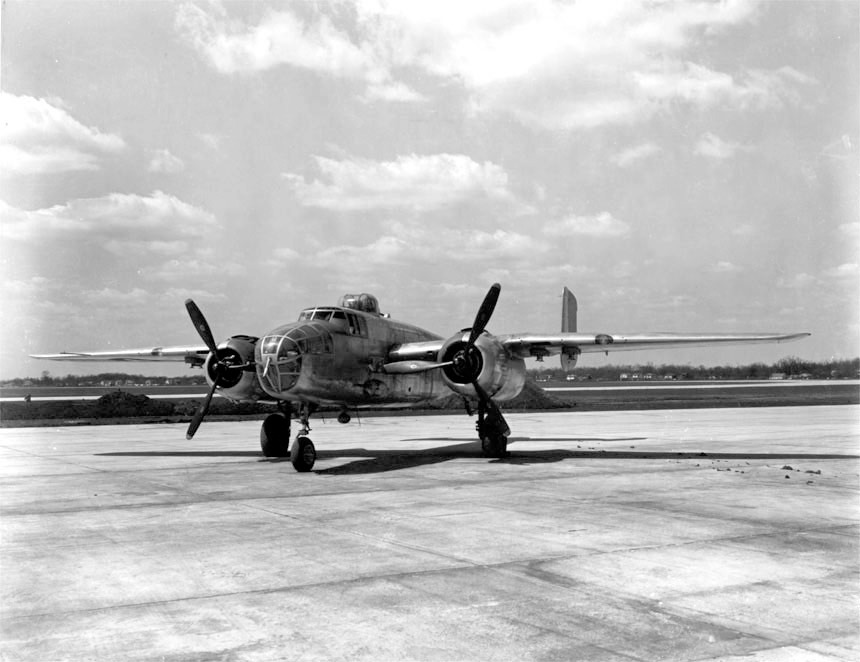
B-25J na lotnisku

Lotnictwo armii USA (USAAF), które było głównym użytkownikiem B-25, kierowało je do grup bombowych stacjonujących na Pacyfiku oraz w rejonie Morza Śródziemnego. Do walk w Europie przeznaczano z kolei przede wszystkim samoloty Martin B-26 Marauder. Maraudery charakteryzowały się lepszymi osiągami i większą odpornością na uszkodzenia, wymagały jednak dłuższych pasów startowych od B-25 oraz nieco większego doświadczenia załóg.
Mitchelle przekazane Wielkiej Brytanii pełniły służbę zarówno w Europie, jak i na Dalekim Wschodzie. W 1943 wyposażono w nie polski dywizjon 305.

862 samoloty B-25 (B, C, D, G i J) zostały dostarczone do Związku Radzieckiego w ramach operacji Lend-Lease w okresie II wojny światowej w ramach mostu powietrznego ALSIB przez Alaskę - Syberię. Od końca 1942 roku zaczęły wchodzić na wyposażenie lotnictwa dalekiego zasięgu, przekształconego 6 grudnia 1944 w 18. Armię Powietrzną. W maju 1945 roku w jej skład wchodziło 357 sztuk B-25 i był on trzecim co do liczebności jej typem samolotu.
B-25 latały również w jednostkach holenderskich, kanadyjskich, australijskich, brazylijskich i chińskich jednostkach Kuomintangu. Po wojnie trafiły do sił powietrznych wielu państw Ameryki Łacińskiej.
Najsłynniejszą akcją bojową B-25 podczas II wojny światowej był rajd ppłk Doolittle'a na wyspy japońskie w kwietniu 1942.
28 lipca 1945 roku w Nowym Jorku doszło do wypadku z udziałem B-25D numer 41-30577. Pilotowana przez podpułkownika Williama Smitha maszyna uderzyła w Empire State Building, zabijając trzyosobową załogę i jedenaście osób w budynku. Mimo iż fragmenty samolotu przebiły budynek na wylot, zniszczenia udało się naprawić.